# Yalal Benala
Yalal Benala (7 de abril de 1983) es un deportista marroquí que compitió en judo. Ganó dos medallas de bronce en el Campeonato Africano de Judo, en los años 2011 y 2012.

## Palmarés internacional
| Campeonato Africano | Campeonato Africano | Campeonato Africano | Campeonato Africano |
| Año                 | Lugar               | Medalla             | Categoría           |
| ------------------- | ------------------- | ------------------- | ------------------- |
| 2011                | Dakar (Senegal)     | Medalla de bronce   | Abierta             |
| 2012                | Agadir (Marruecos)  | Medalla de bronce   | Abierta             |